# Diocesi di Sainte-Anne-de-la-Pocatière
La diocesi di Sainte-Anne-de-la-Pocatière (in latino Dioecesis Sanctae Annae Pocatierensis) è una sede della Chiesa cattolica in Canada suffraganea dell'arcidiocesi di Québec. Nel 2022 contava 85.382 battezzati su 90.563 abitanti. È retta dal vescovo Pierre Goudreault.

## Territorio
La diocesi è situata nella parte sud-orientale della provincia canadese del Québec e comprende le seguenti municipalità regionali di contea: Montmagny e L'Islet nella regione di Chaudière-Appalaches; Kamouraska, Rivière-du-Loup (in parte) e Témiscouata (in parte) nella regione di Bas-Saint-Laurent.
Sede vescovile è la città di Sainte-Anne-de-la-Pocatière, dove si trova la cattedrale di Sant'Anna.
Il territorio è suddiviso in 54 parrocchie.

## Istituti religiosi presenti in diocesi
- Comunità maschili
  - Congregazione del Santissimo Redentore
- Comunità femminili
  - Clarisse
  - Figlie di Gesù
  - Suore ancelle del Cuore Immacolato di Maria
  - Suore ancelle del Sacro Cuore di Maria
  - Suore del Bambin Gesù di Chauffailles
  - Suore della carità di Québec
  - Suore della carità di San Luigi
  - Suore della Congregazione di Nostra Signora
  - Suore di Nostra Signora del Perpetuo Soccorso
  - Suore di San Giuseppe di Saint-Vallier
  - Visitandine

## Storia
La diocesi è stata eretta il 23 giugno 1951 con la bolla Sollerti studio di papa Pio XII, ricavandone il territorio dall'arcidiocesi di Québec.
Il capitolo della cattedrale è stato costituito il 12 novembre 1954 con la bolla Cum S. Annae dello stesso papa Pio XII.

## Cronotassi dei vescovi
Si omettono i periodi di sede vacante non superiori ai 2 anni o non storicamente accertati.
- Bruno Desrochers † (13 luglio 1951 - 24 maggio 1968 dimesso[2])
- Charles Henri Lévesque † (17 agosto 1968 - 24 novembre 1984 deceduto)
- André Gaumond † (31 maggio 1985 - 16 febbraio 1995 nominato arcivescovo coadiutore di Sherbrooke)
- Clément Fecteau † (10 maggio 1996 - 18 ottobre 2008 ritirato)
- Yvon Moreau, O.C.S.O. (18 ottobre 2008 - 8 dicembre 2017 ritirato)
- Pierre Goudreault, dall'8 dicembre 2017

## Statistiche
La diocesi nel 2022 su una popolazione di 90.563 persone contava 85.382 battezzati, corrispondenti al 94,3% del totale.
| anno | popolazione | popolazione | popolazione | presbiteri | presbiteri | presbiteri | presbiteri                | diaconi | religiosi | religiosi | parrocchie |
| anno | battezzati  | totale      | %           | numero     | secolari   | regolari   | battezzati per presbitero | diaconi | uomini    | donne     | parrocchie |
| ---- | ----------- | ----------- | ----------- | ---------- | ---------- | ---------- | ------------------------- | ------- | --------- | --------- | ---------- |
| 1966 | 90.465      | 90.572      | 99,9        | 230        | 223        | 7          | 393                       |         | 70        | 722       | 53         |
| 1970 | 89.889      | 90.037      | 99,8        | 208        | 200        | 8          | 432                       |         | 35        | 625       | 53         |
| 1976 | 90.013      | 90.508      | 99,5        | 187        | 173        | 14         | 481                       |         | 35        | 497       | 54         |
| 1980 | 91.692      | 93.293      | 98,3        | 176        | 166        | 10         | 520                       |         | 26        | 447       | 54         |
| 1990 | 89.268      | 91.445      | 97,6        | 153        | 149        | 4          | 583                       | 3       | 15        | 317       | 54         |
| 1999 | 87.726      | 89.776      | 97,7        | 105        | 104        | 1          | 835                       | 6       | 1         | 198       | 54         |
| 2000 | 87.458      | 89.559      | 97,7        | 103        | 102        | 1          | 849                       | 6       | 1         | 185       | 54         |
| 2001 | 87.252      | 89.383      | 97,6        | 102        | 101        | 1          | 855                       | 6       | 1         | 176       | 54         |
| 2002 | 86.937      | 89.365      | 97,3        | 93         | 92         | 1          | 934                       | 6       | 1         | 177       | 54         |
| 2003 | 89.768      | 92.464      | 97,1        | 94         | 93         | 1          | 954                       | 6       | 1         | 165       | 58         |
| 2004 | 89.768      | 92.464      | 97,1        | 91         | 91         |            | 986                       | 6       |           | 166       | 58         |
| 2010 | 89.331      | 91.349      | 97,8        | 76         | 75         | 1          | 1.175                     | 8       | 1         | 133       | 58         |
| 2014 | 88.605      | 92.807      | 95,5        | 67         | 67         |            | 1.322                     | 7       |           | 113       | 54         |
| 2017 | 88.440      | 92.885      | 95,2        | 56         | 55         | 1          | 1.579                     | 7       | 1         | 107       | 55         |
| 2020 | 85.793      | 90.872      | 94,4        | 55         | 54         | 1          | 1.559                     | 7       | 1         | 90        | 55         |
| 2022 | 85.382      | 90.563      | 94,3        | 52         | 50         | 2          | 1.641                     | 7       | 2         | 83        | 54         |